# آتشفشان پلوسکی
آتشفشان پلوسکی (انگلیسی: Plosky) یک کوه آتشفشانی در شبه‌جزیره کامچاتکای کشور روسیه است.